# محمد توکلی طرقی
محمّد توکلی طَرقی (زادهٔ ۱۳۳۶ در تهران -)، از ایران‌شناسان و مورخ مطرح در عرصه بین‌المللی است. او ساکن کانادا است.
وی در سال ۱۹۸۰ مدرک کارشناسی خود را در رشته علوم سیاسی و در سال ۱۹۸۱ مدرک کارشناسی ارشد خود را در رشته تاریخ از دانشگاه آیووا دریافت کرد و در دسامبر ۱۹۸۸ با مدرک دکترا در رشته تاریخ از دانشگاه شیکاگو فارغ‌التحصیل شد. او از سال ۱۹۸۹ ابتدا به عنوان استادیار و سپس دانشیار، به تدریس در زمینه تاریخ و فرهنگ خاورمیانه، تمدن اسلامی، تاریخ معاصر کشورهای خاورمیانه (ایران)، انقلاب مشروطه ایران، انقلاب اسلامی ایران، اسلام و مدرنیته، ترکیه و ایران در سده بیستم، فلسفه تاریخ، شرق‌شناسی و غرب‌شناسی در دانشگاه ایلینوی پرداخته است. وی استاد تاریخ و تمدن‌های خاور نزدیک و خاورمیانه در دانشگاه تورنتو و رئیس گروه مطالعات تاریخی دانشگاه تورنتو است. طرقی از سال ۲۰۰۲ سر دبیر مجله «مطالعات تطبیقی جنوب آسیا، آفریقا و خاورمیانه» در دانشگاه دوک و عضو هیئت تحریریه «مطالعات ایرانی است. وی علاوه بر زبان انگلیسی با زبان‌های عربی، آلمانی و اردو آشنایی دارد.

## دیدگاه نو دربارهٔمدرنیته
وی در کتابهای خود به ارائه نظرات جدیدی دربارهٔ تجدد و مدرنیته پرداخته است. بر خلاف ماکس وبر که جریان مدرنیته را حاصل تفکر غربی و جریانی یکسویه تعبیر می‌نمود، دکتر توکلی مدرنیته را برآیند نیروهای مختلف تاریخی و حاصل عملکرد فرهنگها و تمدنهای متنوع می‌شمارد که در یک مقطع خاص تاریخی به تجدد منجر شده است. به بیان دیگر فرایند تجدد یک جریان خطی نیست که از غرب به شرق جاری شده باشد، بلکه همه فرهنگهای بشری در آن سهمی داشته‌اند.

## تحصیلات
1. کارشناسی علوم سیاسی، دانشگاه آیووا
2. کارشناسی ارشد علوم سیاسی، دانشگاه آیووا
3. دکتری تاریخ، دانشگاه شیکاگو

حوزه‌های مطالعاتی:
- تاریخ خاورمیانه
- مدرنیته
- شرق‌شناسی و غرب‌شناسی
- مطالعات جنسیت
- ناسیونالیسم

## جوایز بین‌المللی
توکلی، برنده جایزه پژوهش‌های نو در سال ۱۹۹۲ شده و بورسیه کالج سنت آنتونی، دانشگاه آکسفورد (۱۹۹۸)، بورسیه مرکز مطالعات تاریخی دانشگاه جواهر لعل نهرو (دهلی نو، ۹۳–۱۹۹۲) و بورسیه دانشگاه هاروارد (۹۲–۱۹۹۱) را دریافت نموده است.
کتاب «تجدد بومی و بازاندیشی تاریخ» از او برای خوانندگان فارسی آشناست. او تحقیقات جالبی بر روی شرایط فرهنگی و اجتماعی ایران به هنگام ورود تجدد و در زمانه‌ای که «وبا» کشور را فراگرفته بود انجام داده است و کتاب «ایران آرایی» او که به زبان انگلیسی منتشر شده نیز روایتی خواندنی در نقد تاریخ‌نگاری شرق‌شناسانه ارائه کرده است. محمد توکلی طرقی در تاریخ‌نگاری خود رویکردی زبان شناسانه را در تلفیق با رویکرد اجتماعی و فرهنگی به کار برده است و نتیجه کار او نیز تصویری متفاوت از تاریخ معاصر ماست. او توضیح می‌دهد که چگونه «وبا» در ایران در گفتمان سیاسی و فکری و نحوه مواجهه ما با تجدد تأثیر گذاشته است.
او از مدیران سابق انجمن بین‌المللی ایران‌شناسی (۲۰۰۹–۲۰۱۰) و از اعضاء فعال این انجمن می‌باشند.

### کتاب‌ها
- ساختن دوباره ایران:شرق‌شناسی، غرب‌شناسی و تاریخ‌نگاری ملی، ۲۰۰۱
- تجدد بومی و بازاندیشی تاریخ، ۲۰۰۳
- تاریخ یهود، ۱۹۹۴
- ایران آرایی و فرهنگ نگاری
- ایران آرایی: شرق‌شناسی، اروپاشناسی و تاریخ‌نگاری ملی
- اروپاشناسی در ایران

### مقالات
- زنان در تصورات غرب: مسائلی چند در زمینه حساسیت‌های هویتی و زنان ،۱۹۹۴
- متون بی سرزمین مدرنیته ایرانی؛ در میانه سنت و مدرنیته، ۲۰۰۴
- مطالعات شرق‌شناسی و کاستی‌های آن ،۲۰۰۲
- غیرقابل پیش‌بینی بودن اروپا، ۲۰۰۲
- ابداع مدرنیته، به عاریت گرفتن مدرنیته، ۲۰۰۳
- تولد و رشد در ناف تهران(navel of Tehran) ایران، شرح زندگی توکلی-طرقی ،۲۰۰۱
- تجدد ایرانی!: تاریخ‌نگاری جنبش تجدد خواهی در ایران، خرد نامه همشهری، ۲۰۰۷
- ایرانیان و مسئله تجدد، کتاب ماه تاریخ و جغرافیا اسفند ۱۳۸۱ شماره ۶۵، ۲۰۰۲
- تاریخ‌نگار فکرآزادی، بخارا فروردین و اردیبهشت ۱۳۸۷ شماره ۶۵، ۲۰۰۸
- تاریخ یهود، ب‍ی‍روت: دارال‍ع‍رب‍ی‍ه ل‍ل‍ع‍ل‍وم، ۱۹۹۴م. = ۱۳۷۳
- عرفان و معنویت در شرق/ ۲۰۰۲
- بهایی ستیزی و اسلام‌گرایی در ایران/ ۲۰۰۱
- پیکارمندی و فرهمندی وطن/ ۲۰۰۰
- تاریخ‌پردازی و ایران آرایی: بازسازی هویت ایرانی در گزارش تاریخ/ ۱۹۹۴
- اثر آگاهی از انقلاب فرانسه در شکل‌گیری انگاره مشروطیت در ایران/ ۱۹۹۰
- روحانیون در انقلاب مشروطه و انقلاب اسلامی/ ۱۹۹۹
- ایران: به سوی عادی سازی روابط/ ۱۹۹۷
- نقش هندوستان در شکل‌گیری مدرنیته در ایران/ ۱۹۹۳
- فارسی، زبان علمی هندوستان در آغاز عصر حاضر/ ۱۹۹۳

## ترجمه به فارسی
- توکلی طرقی، محمد، تجدد بومی و بازاندیشی تاریخ، تهران: ن‍ش‍ر ت‍اری‍خ ای‍ران، ۱۳۸۲؛ پردیس دانش‏‫، ۱۳۹۵.